# 中国和亲女性列表
中國和亲女性是中國古代或自視為中華正統的皇室嫁給被視為夷狄君王和亲或中原王朝與藩部王族和親的女性。和亲女性不一定是皇女，有很多是把宗室之女、具皇族血統的異姓女性甚至異姓將領之女等封為公主后与外族和亲，也有些和親女性並沒有被封為公主。在中国漫长的历史中，和亲之举不绝于书。中国历代和亲有自愿的也有被迫的。比如汉朝王昭君自愿请命嫁匈奴呼韩邪单于。而汉初汉朝被迫嫁宗室女给匈奴冒顿单于、军臣单于、伊稚斜单于。和亲结果有成功也有失败，例如，王昭君出嫁匈奴成功铸造了当时汉朝与匈奴的友好关系，但汉初嫁给匈奴的汉朝宗室女，却没能阻止匈奴侵犯汉朝。

## 汉朝
汉朝和亲列表：
| 和親年份 | 母國稱號 | 姓名   | 生父       | 和親國 | 和親配偶                             | 和親國稱號 | 備註 |
| 前189年  | 長公主   | 劉氏   | 不詳       | 匈奴   | 冒顿单于                             | 閼氏       | 汉高祖宗女劉氏                                                                                             |
| 前182年  | 翁主     | 劉氏   | 不詳       | 匈奴   | 冒顿单于                             | 閼氏       | 汉惠帝宗女                                                                                                 |
| 前176年  | 翁主     | 劉氏   | 不詳       | 匈奴   | 冒顿单于                             | 閼氏       | 汉文帝宗女                                                                                                 |
| 前174年  | 公主     | 劉氏   | 不詳       | 匈奴   | 老上单于                             | 閼氏       | 汉文帝宗女                                                                                                 |
| 前162年  | 翁主     | 劉氏   | 不詳       | 匈奴   | 老上单于                             | 閼氏       | 汉文帝宗女                                                                                                 |
| 前160年  | 翁主     | 劉氏   | 不詳       | 匈奴   | 軍臣單于                             | 閼氏       | 汉文帝宗女                                                                                                 |
| 前156年  | 翁主     | 劉氏   | 不詳       | 匈奴   | 軍臣單于                             | 閼氏       | 汉景帝宗女                                                                                                 |
| 前155年  | 翁主     | 劉氏   | 不詳       | 匈奴   | 軍臣單于                             | 閼氏       | 汉景帝宗女                                                                                                 |
| 前152年  | 公主     | 劉氏   | 不詳       | 匈奴   | 軍臣單于                             | 閼氏       | 汉景帝宗女                                                                                                 |
| 前140年  | 翁主     | 劉氏   | 不詳       | 匈奴   | 軍臣單于                             | 閼氏       | 汉景帝宗女                                                                                                 |
| 前108年  | 公主     | 劉細君 | 江都王劉建 | 烏孫   | 1.昆莫（国王）猎骄靡 2.岑陬軍須靡    | 右夫人     | 與軍須靡有一女少夫                                                                                         |
| 前104年  | 楚公主   | 劉解憂 | 不詳       | 烏孫   | 1.岑陬軍須靡 2.岑陬翁归靡 3.岑陬泥靡 | 右夫人     | 楚王劉茂孫女，與翁歸靡生元貴靡等三男兩女，與泥靡生鴟靡                                                     |
| 前33年   | 宮人     | 王昭君 | 不詳       | 匈奴   | 1.呼韩邪单于 2.复株累若鞮单于        | 甯胡閼氏   | 漢成帝宮人，與呼韩邪单于生一子右日逐王伊屠智牙师（父呼韩邪单于），與复株累若鞮单于生二女须卜居次、当于居次 |

## 十六国

### 北燕
| 和親年份 | 母國稱號 | 姓名 | 生父         | 和親國 | 和親配偶 | 和親國稱號 | 備註 |
| 不詳     | 乐浪公主 | 劉氏 | 北燕太祖冯跋 | 柔然   | 可汗斛律 | 不詳       |      |

## 南北朝

### 北魏
| 和親年份 | 母國稱號 | 姓名   | 生父             | 和親國 | 和親配偶     | 和親國稱號 | 備註                             |
| 428年    | 武威公主 | 拓跋氏 | 北魏明元帝拓跋嗣 | 北涼   | 國王沮渠茂虔 | 王后       | 生二女武威公主、沮渠氏           |
| 533年    | 蘭陵公主 | 元氏   | 不詳             | 柔然   | 可汗庵羅辰   | 可敦       | 北魏孝武帝元修宗女，常山王元騭妹 |

### 西魏
| 和親年份 | 母國稱號 | 姓名 | 生父 | 和親國 | 和親配偶 | 和親國稱號 | 備註                               |
| 不詳     | 化政公主 | 元氏 | 不詳 | 柔然   | 塔寒     | 不詳       | 西魏文帝元寶炬宗女，北魏舍人元翌女 |

### 北周
| 和親年份 | 母國稱號 | 姓名   | 生父       | 和親國 | 和親配偶                                      | 和親國稱號 | 備註                             |
|          | 千金公主 | 宇文氏 | 趙王宇文招 | 突厥   | 1.沙缽略可汗阿史那攝圖 2.都藍可汗阿史那雍虞閭 | 不詳       | 隋朝文帝楊堅賜姓楊，改封大義公主 |

## 隋朝
| 和親年份 | 母國稱號 | 姓名     | 生父 | 和親國 | 和親配偶                                                                            | 和親國稱號 | 備註                               |
| 591年    | 光化公主 | 楊氏     | 不詳 | 吐谷渾 | 1.可汗世伏 2.步薩鉢可汗伏允                                                         | 天后       | 隋文帝楊堅宗女                     |
| 597年    | 安義公主 | 楊氏     | 不詳 | 東突厥 | 啟民可汗阿史那染干                                                                  | 不詳       | 隋文帝楊堅宗女                     |
| 不詳     | 義成公主 | 楊氏     | 楊諧 | 東突厥 | 1.啟民可汗阿史那染干 2.始毕可汗阿史那咄吉 3.处罗可汗阿史那奚純 4.颉利可汗阿史那咄苾 | 不詳       | 隋文帝楊堅宗女                     |
| 611年    | 信义公主 | 楊氏     | 不詳 | 西突厥 | 泥厥处罗可汗阿史那達漫                                                              | 不詳       | 隋煬帝楊廣宗女                     |
| 611年    | 華容公主 | 宇文玉波 | 不詳 | 高昌   | 1.國王麴伯雅 2.國王麴文泰                                                           | 王后       | 唐太宗詔賜李氏，更改封號為常樂公主 |

## 唐朝
史书及相关史料共记载有20位女性参与和亲。其中皇女3位，宗室女7位，具皇室血統的異姓女(外甥女)7位，异族将领女3位。下嫁回鹘者6位、契丹4位、奚3位、吐谷浑3位、吐蕃2位、拔汗那1位、南诏1位（被唐朝拒绝）：
| 和親年份 | 母國稱號 | 姓名     | 生父                     | 和親國／藩   | 和親配偶                          | 和親國／藩稱號       | 備註                                                                 |
| 640年    | 弘化公主 | 李氏     | 淮暘王李道明             | 吐谷渾       | 可汗慕容诺曷钵                    | 不詳                 | 生長子慕容忠、五子宣王慕容萬，武周時獲武則天賜姓武封武周西平大長公主 |
| 641年    | 文成公主 | 李氏     | 江夏王李道宗             | 吐蕃         | 贊普松贊干布                      | 贊蒙、甲木薩         |                                                                      |
| 664年    | 金城縣主 | 李季英   | 會稽郡王李道恩           | 吐谷渾       | 王子慕容忠                        | 不詳                 | 夫為唐弘化公主之子                                                   |
| 664年    | 金明縣主 | 李氏     | 會稽郡王李道恩           | 吐谷渾       | 王子慕容闥盧摸末                  | 不詳                 | 夫為慕容忠之弟                                                       |
| 709年    | 金城公主 | 李氏     | 雍王李守禮               | 吐蕃         | 贊普迟德松赞                      | 甲木薩               |                                                                      |
| 715年    | 固安公主 | 辛氏     | 辛景初                   | 奚           | 1.饒樂郡王李大酺 2.饒樂郡王李魯蘇 | 王妃                 | 唐玄宗的從外甥女，後與李魯蘇離婚                                     |
| 715年    | 永樂公主 | 楊氏     | 杨元嗣                   | 契丹大賀氏   | 1.松漠郡王李失活 2.松漠郡王李娑固 | 王妃                 | 雍王李绘外玄孫女，東平王李韶外曾孙女                                 |
| 717年    | 交河公主 | 阿史那氏 | 西突厥十姓可汗阿史那懷道 | 西突厥突騎施 | 蘇祿可汗                          | 不詳                 |                                                                      |
| 722年    | 燕郡公主 | 慕容氏   | 慕容嘉賓                 | 契丹大賀氏   | 1.松漠郡王李郁于 2.松漠郡王李吐于 | 王妃                 | 唐太宗李世民的外曾孫女，越敬王李貞外孫女，母餘姚縣主李氏             |
| 726年    | 東華公主 | 陳氏     | 不詳                     | 契丹大賀氏   | 廣化郡王李邵固                    | 王妃                 | 唐玄宗李隆基外甥女                                                   |
| 726年    | 東光公主 | 韋氏     | 韋捷                     | 奚           | 饒樂郡王李魯蘇                    | 王妃                 | 替換離婚的固安公主，母唐中宗第八女成安公主李季姜                     |
| 744年    | 和義公主 | 李氏     | 告城縣令李參             | 寧遠國       | 奉化王阿悉爛達干                  | 王妃                 |                                                                      |
| 745年    | 静樂公主 | 獨孤氏   | 獨孤明                   | 契丹遙輦氏   | 崇順王李懷秀                      | 王妃                 | 母唐玄宗女信成公主，因唐将安禄山对遙輦氏侵掠，被李懷秀所杀           |
| 745年    | 宜芳公主 | 楊氏     | 楊慎交                   | 奚           | 懷信王李延寵                      | 王妃                 | 母唐中宗女長寧公主，因唐将安禄山对遙輦氏侵掠，被李延寵所杀           |
| 756年    |          | 仆固氏   | 仆固怀恩                 | 回紇         | 王子移地健（後為英義可汗）        | 光親可敦             |                                                                      |
| 758年    | 寧國公主 | 李氏     | 唐肅宗李亨               | 回紇         | 英武可汗                          | 可敦                 | 和親前曾嫁鄭巽、薛康衡，貞元元年（785年）改封蕭國公主                |
| 758年    |          | 李氏     | 榮王李琬                 | 回紇         | 1.英武可汗 2.英義可汗             | 小寧國公主 可敦      | 唐玄宗的孙女, 寧國公主的堂姐妹, 寧國下嫁又以媵之                     |
| 769年    | 崇徽公主 | 仆固氏   | 仆固怀恩                 | 回紇         | 英義可汗                          | 可敦                 | 光親可敦之幼妹, 光親可敦卒, 唐朝以为英義可汗的继室                   |
| 787年    | 咸安公主 | 李氏     | 唐德宗李                 | 回紇         | 長壽天親可汗                      | 智慧端正長壽孝順可敦 | 元和三年（808年）改封燕國襄穆公主                                    |
| 821年    | 太和公主 | 李氏     | 唐憲宗李純               | 回紇         | 崇德可汗                          | 可敦                 | 唐武宗改封為定安大長公主                                             |

## 金朝
| 和親年份 | 母國稱號 | 姓名   | 生父           | 和親國   | 和親配偶 | 和親國稱號 | 備註           |
| 1215年   | 岐國公主 | 完顏氏 | 衛紹王完颜永济 | 蒙古帝国 | 成吉思汗 | 公主皇后   | 第四斡兒朵之首 |

## 元朝
共9女和親高丽，其中皇女2位，同姓宗室女6位，身份不明1位
| 和親年份 | 母國稱號     | 名             | 生父           | 和親國 | 和親配偶                   | 和親國稱號 | 備註                                                                                     |
| 1274年   | 安平公主     | 忽都魯揭里迷失 | 元世祖忽必烈   | 高麗   | 忠烈王王昛                 | 莊穆王后   | 生一子忠宣王王璋，後元朝改封齊國大長公主                                                 |
| 約1293年 |              | 也速真         | 不詳           | 高麗   | 忠宣王王璋                 | 懿妃       | 生二子，世子王鑑、忠肅王王燾                                                             |
| 1296年   | 薊國大長公主 | 宝塔实怜       | 元顯宗甘麻剌   | 高麗   | 忠宣王王璋                 | 公主       |                                                                                          |
| 1316年   | 濮国长公主   | 亦怜真八刺     | 营王也先帖木儿 | 高麗   | 忠肅王王燾                 | 靖和宮主   |                                                                                          |
| 1325年   | 曹国长公主   | 金童           | 魏王阿木哥     | 高麗   | 忠肅王王燾                 | 公主       | 生一子龍山元子                                                                           |
| 1330年   | 德寧公主     | 亦怜真班       | 镇西武靖王焦八 | 高麗   | 忠惠王王禎                 | 公主       | 生一子忠穆王王昕，元朝諡貞順淑寧公主                                                     |
| 1332年   | 慶華公主     | 伯颜忽都       | 不詳           | 高麗   | 忠肅王王熹                 | 公主       | 宗室女。被忠惠王強姦。元朝諡為肅恭徽寧公主                                               |
| 1349年   | 承懿公主     | 宝塔失里       | 魏王阿木哥     | 高麗   | 江陵大君王祺（後為恭愍王） | 仁德王后   | 生一子忠穆王王昕，高麗諡仁德恭明慈睿宣安王太后，元朝諡號仁德恭明慈睿宣安徽懿魯國大長公主 |
| 不詳     | 國公主       | 訥論           | 梁王松山       | 高麗   | 延安君王暠（元朝封沈王）   | 不詳       | 生一子江陵大君王德壽                                                                     |